# ジス・ソング
ジス・ソング（This Song)は、1976年11月5日に発売されたジョージ・ハリスン（George Harrison）の楽曲である。日本では、1976年12月10日にリリースされた。

## 概要
アルバム『33 1/3』からのファースト・シングル。
自身が1970年に発表した代表曲「マイ・スウィート・ロード」の盗作問題に触れた楽曲であり、プロモーションビデオも、その裁判の模様をパロディ化している。判決に対する皮肉だったと思われるが、以後、やり過ぎたと感じたのか、『ダーク・ホース 1976-1989』には収録されず、また、自身の代表曲の殆どを演奏した日本でのライヴでもこの曲は演奏されていない。さらに、オール・タイム・ベスト『レット・イット・ロール ソングス・オブ・ジョージ・ハリスン』にも収録されなかった。アメリカの『ビルボード』誌では、最高位25位、『キャッシュボックス』誌では、最高位28位だった。イギリスでは、チャート入りを果たせなかった。

## 収録曲
- ジス・ソング - This Song (Edited Version)
- 愛のてだて - Learning How To Love You